# Sembten (Schenkendöbern)
Sembten (niedersorbisch Semtyń) ist ein Ortsteil der Gemeinde Schenkendöbern im Landkreis Spree-Neiße in Brandenburg.

## Geografie und Verkehrsanbindung
Sembten liegt an der L 46. Unweit östlich verläuft die B 112.

## Ersterwähnung
Die Gemarkung Sembten und ihre Besiedlung wird älter sein, aber im Jahre 1316 wird der Ort ersterwähnt. Zunächst Semtyñ geschrieben, folgend Tzemtin oder Tzemetyn. Der Name ist slawischen Ursprungs. 1490 gibt es einen Beleg uff dem Semptnischen felde.

## Rittergut
Einen großen Teil der Ortsgeschichte wurde bestimmt durch das Rittergut im Ort. In älteren Chroniken wird Sembten als chursäschsiches Rittergut und Dorf, das Gut wird also zuerst genannt, in der Niederlausitz im Gubenschen Kreis betitelt. Im 17. Jahrhundert war die Familie von Bomsdorf Grundherr vor Ort.  Es folgten unter anderem die von Rabenau, hier konkret Premierleutnant beim Eliteregiment der sächsischen Gardes du Corps Abraham Heinrich August von Rabenau, verheiratet mit Auguste Friederike von Meyer zu Konow. Kurz gehörte Sembten denen von Voss. Um 1845 befand sich Gut Sembten in bürgerlicher Hand. Herr Stolle ist Gutsherr in dieser Phase.
Nach dem Generaladressbuch der Rittergutsbesitzer für die Provinz Brandenburg gehörte das Anwesen um 1879 dem Prinzen von Carolath-Schönaich mit Wohnsitz in Amtitz. Zum Gut Sembten gehörte eine große Molkerei, Verwalter war der Administrator Amtmann Rahe. Die Gesamtgröße betrug rund 750 ha Land, davon 180 ha Wald. Amtitz wiederum ist eine größere Herrschaft in der regionalen Nachbarschaft und ausgestattet mit einigen Nebengütern, zeitweise auch Sembten. Der Eigentümer Heinrich zu Schoenaich-Carolath ist auch Landrat des Kreises Guben. In der Verwaltung des Rittergutes war Rentmeister Pein tätig. Bereits vor 1895 inseriert mit Familie Schulz-Sembten die neuen Gutsbesitzer den Verkauf landwirtschaftlicher Produkte. Diese große Familie Schulz ist besonders im Oderbruch begütertert. Familie Schulz, durfte dann als Zusatzzweitnamen den Ort an den Familiennamen anfügen. Für Schulz-Sembten erfolgte dazu 1920 die amtliche Berechtigung. Vertreter vor Ort war der Ökonomierat Max Schulz-Sembten (1859–1942). Nachfolger als Gutsherr wurde Rudolf Schulz-Sembten, der zuvor schon als Verwalter agierte und bis 1945 im Kriegsdienst stand.
Im Ort Sembten befanden sich laut dem Brandenburgischen Güteradressbuch vier weitere landwirtschaftliche Betriebe, allesamt im Umfang um die 30 ha. Geführt wurden diese Betriebe durch die Familien K. Krüger, A. Lehmann, Witwe Pötschke und G. Pusch. Die Größe von Rittergut Sembten bleibt bis zur großen Weltwirtschaftskrise 1929/1930 stabil.

## Sehenswürdigkeiten

### Baudenkmale
In der Liste der Baudenkmale in Schenkendöbern sind für Sembten drei Baudenkmale aufgeführt:
- der Gutshof (Lindenstraße 25), ein Herrenhaus mit Park und Gutsanlage
- die Dorfkirche und Kirchhofseinfriedung (Lindenstraße 23)
- Das Vorwerk „Eichenhof“ (Steinsdorfer Straße; bis 1937 Dubbine) besteht aus drei Wirtschaftsgebäuden.